# Wiktorija Kondus
Wiktorija Kondus (ur. 11 marca 1997 w Greblji) – ukraińska koszykarka występująca na pozycjach rzucającej lub niskiej skrzydłowej.
29 czerwca 2017 została zawodniczką PGE MKK Siedlce.

## Osiągnięcia
Stan na 30 czerwca 2017, na podstawie, o ile nie zaznaczono inaczej.
Drużynowe
- Mistrzyni Ukrainy (2014, 2015)[4][5]
- Wicemistrzyni Ukrainy (2016, 2017)[6][7]
- Zdobywczyni pucharu Ukrainy (2017)[7]
- Finalistka pucharu Ukrainy (2016)[6]

Indywidualne
- Najlepsza skrzydłowa ligi ukraińskiej (2016 według eurobasket.com)[6]
- Zaliczona do I składu ligi ukraińskiej (2016 przez eurobasket.com)[6]

Reprezentacja
- Uczestniczka mistrzostw Europy:
  - U–20 (2015 – 16. miejsce)
  - U–20 dywizji B (2016)
  - U–18 dywizji B (2015)
  - U–16 dywizji B (2012, 2013)